# تپه حاجوک ۱
تپه حاجوک ۱ مربوط به سدهٔ ۹–۴ ه‍.ق است و در شهرستان زابل، بخش پشت آب، ۱۰ متری سمت راست جاده خوشداد به حاجوک، ۵۰۰ متری شمال غربی روستای حاجوک واقع شده و این اثر در تاریخ ۲۸ شهریور ۱۳۸۶ با شمارهٔ ثبت ۱۹۶۷۰ به‌عنوان یکی از آثار ملی ایران به ثبت رسیده‌است.